# Rock Nord
Rock Nord war ein monatlich erscheinendes, rechtsextremes und neonazistisches Musikmagazin aus Nordrhein-Westfalen, das als führendes deutsches Rechtsrock-Magazin gilt. Es wurde von 1997 bis 2005 publiziert. Nach Eigenangaben wurde es in einer Auflage von 17.000 Exemplaren hergestellt. Das Magazin bezeichnete sich selbst als „patriotisches Magazin“, ist in der Neonazi-Szene jedoch umstritten, da es Vorwürfe gibt, dass die Themen Nationalismus und Patriotismus nur aus reinem Geschäftssinn und nicht aus Überzeugung verwendet würden. Aufgrund dessen gab es bereits Boykott-Aufrufe. Heute existiert noch ein Online-Shop und ein Internetforum.

## Aufmachung
Das Magazin, welches meist aus um die 50 Seiten bestand, wurde auf Hochglanzpapier gedruckt, wodurch es sich optisch von anderen Magazinen aus der Szene unterscheidet. Die Texte scheinen sachlich und unpolitisch, enthalten allerdings auch politische Aussagen, so wurde beispielsweise der neonazistische Liedermacher Frank Rennicke bei den Nachrichten im Magazin als „regimekritisch“ bezeichnet.
Bei den CD-Besprechungen handelt es sich um Veröffentlichungen neonazistischer Bands wie 08/15, Division Viking, T.H.O.R., United Blood, Sturmwehr oder Spirit of 88, jedoch finden sich auch Besprechungen zu Veröffentlichungen von unpolitischen Bands.
Eindeutig neonazistische Inhalte fanden sich z. B. in Form eines Fernsehprogrammes (Kanal 88, Kabel 33, Nord 14), wo ohne große Hemmungen Bands wie Zillertaler Türkenjäger (Live im Studio: Die Zillertaler TJ) oder Landser (Historienmagazin. Opa war Sturmführer bei der SS.) genannt werden. Ebenso wurden Abwandlungen von Namen nationalsozialistischer Politiker (Herrmann Göring, Alfons Hinkel) und noch lebende Aktivisten der Neonazi-Szene wie Siegfried Borchardt, Frank Rennicke oder Jens Arpe verwendet. Ferner sind in den Artikeln Zahlenparolen und Elemente aus der Neonazi-Szene zu finden.
Im Magazin fand sich Werbung für neonazistische Produkte und Kleidung, so etwa für Pühses Liste, das Rechtsrock-Label des NPD-Politikers Jens Pühse.